# Aepocerus sundaicus
Aepocerus sundaicus är en stekelart som beskrevs av Mayr 1906. Aepocerus sundaicus ingår i släktet Aepocerus och familjen fikonsteklar. Inga underarter finns listade i Catalogue of Life.